# Анастасио, Трей
Трей Анастасио (англ. Trey Anastasio, полное имя: Ernest Joseph Anastasio III, род. 30 сентября 1964) — американский гитарист, композитор, вокалист, известный как участник рок-группы Phish и как сольный исполнитель (в том числе со своей группой Trey Anastasio Band), а также по своим оркестровым «Вечерам с Треем Анастасио» (англ. Evenings with Trey Anastasio) с Нью-Йоркским филармоническим оркестром , Лос-Анджелесскимм филармоническим оркестром, Анлантским симфоническим оркестром, Балтиморским симфоническим, Питсбургским симфоническим и Колорадским симфоническим.
В 2013 году Анастасио номинировался на премию «Тони» (за бродвейский мюзикл Hands on a Hardbody). Также он получил премию Гильдии драматургов Фредерика Лёве 2013 года в категории «Драмагургия».
Является автором оркестровых работ, а также указан как композитор в аннотациях к 152 песням группы Phish (из которых у ста сорока он единственный автор) в дополнение ещё к 41-й, автором которых указана вся группа

## Дискография
- См. «Trey Anastasio § Discography» в английском разделе.